# Drepanocladus
Drepanocladus es un género de briófitos hepáticas perteneciente a la familia Amblystegiaceae. Comprende 111 especies descritas y de estas, solo 39 aceptadas:

## Taxonomía
El género fue descrito por (Müll.Hal.) G.Roth y publicado en Hedwigia 38(Beibl.): 6. 1899. La especie tipo es: Drepanocladus aduncus (Hedw.) Warnst.

## Especies aceptadas
A continuación se brinda un listado de las especies del género Drepanocladus aceptadas hasta junio de 2013, ordenadas alfabéticamente. Para cada una se indica el nombre binomial seguido del autor, abreviado según las convenciones y usos.
- Drepanocladus aduncus (Hedw.) Warnst.
- Drepanocladus andinus (Mitt.) Broth. ex Paris
- Drepanocladus angustifolius (Hedenas) Hedenas & Rosborg, Charlotta
- Drepanocladus aquaticus (Sanio) Warnst.
- Drepanocladus arcticus (R.S. Williams) Hedenas
- Drepanocladus arnellii (Sanio) G. Roth
- Drepanocladus austro-aduncus (Müll. Hal.) Broth. ex Paris
- Drepanocladus austro-fluitans (Müll. Hal.) Broth. ex Paris
- Drepanocladus brachiatus (Mitt.) Dixon
- Drepanocladus brevinervis (Broth.) Broth. ex Paris
- Drepanocladus brotheri (Sanio) G. Roth
- Drepanocladus capillaceus (Mitt.) Broth. ex Paris
- Drepanocladus cardotii (Thér.) Hedenas
- Drepanocladus cossonii (Schimp.) Loeske
- Drepanocladus cuspidarioides (Müll. Hal.) Broth. ex Paris
- Drepanocladus exannulatus (Schimp.) Warnst.
- Drepanocladus flageyi (Renauld) Wheld.
- Drepanocladus fluitans (Hedw.) Warnst.
- Drepanocladus fontinaloides (Hampe) Broth. ex Paris
- Drepanocladus fuegianus (Mitt.) Broth. ex Paris
- Drepanocladus gigas (Warnst.) Mikut.
- Drepanocladus haeringianus (Ettingsh.) Broth.
- Drepanocladus hamifolius (Schimp.) G. Roth
- Drepanocladus hercynicus (Warnst.) G. Roth
- Drepanocladus hollosianus (Schilb.) Györffy
- Drepanocladus hyperboreus (Bryhn) Grout
- Drepanocladus jamesii-macounii (Kindb.) Grout
- Drepanocladus leitensis (Mitt.) Broth. ex Paris
- Drepanocladus longicuspis (Lindb. & Arnell) Broth.
- Drepanocladus longifolius (Mitt.) Broth. ex Paris
- Drepanocladus perplicatus (Dusén) G. Roth
- Drepanocladus polycarpon (Blandow ex Voit) Warnst.
- Drepanocladus polygamus (Schimp.) Hedenas
- Drepanocladus secundifolius (Müll. Hal.) Dixon
- Drepanocladus sendtneri (Schimp.) Warnst.
- Drepanocladus simplicissimus Warnst.
- Drepanocladus sordidus (Müll. Hal.) Hedenas
- Drepanocladus sparsus Müll. Hal.
- Drepanocladus subjulaceus (Schimp.) Roiv.